# William Windsor (Ziegenbock)

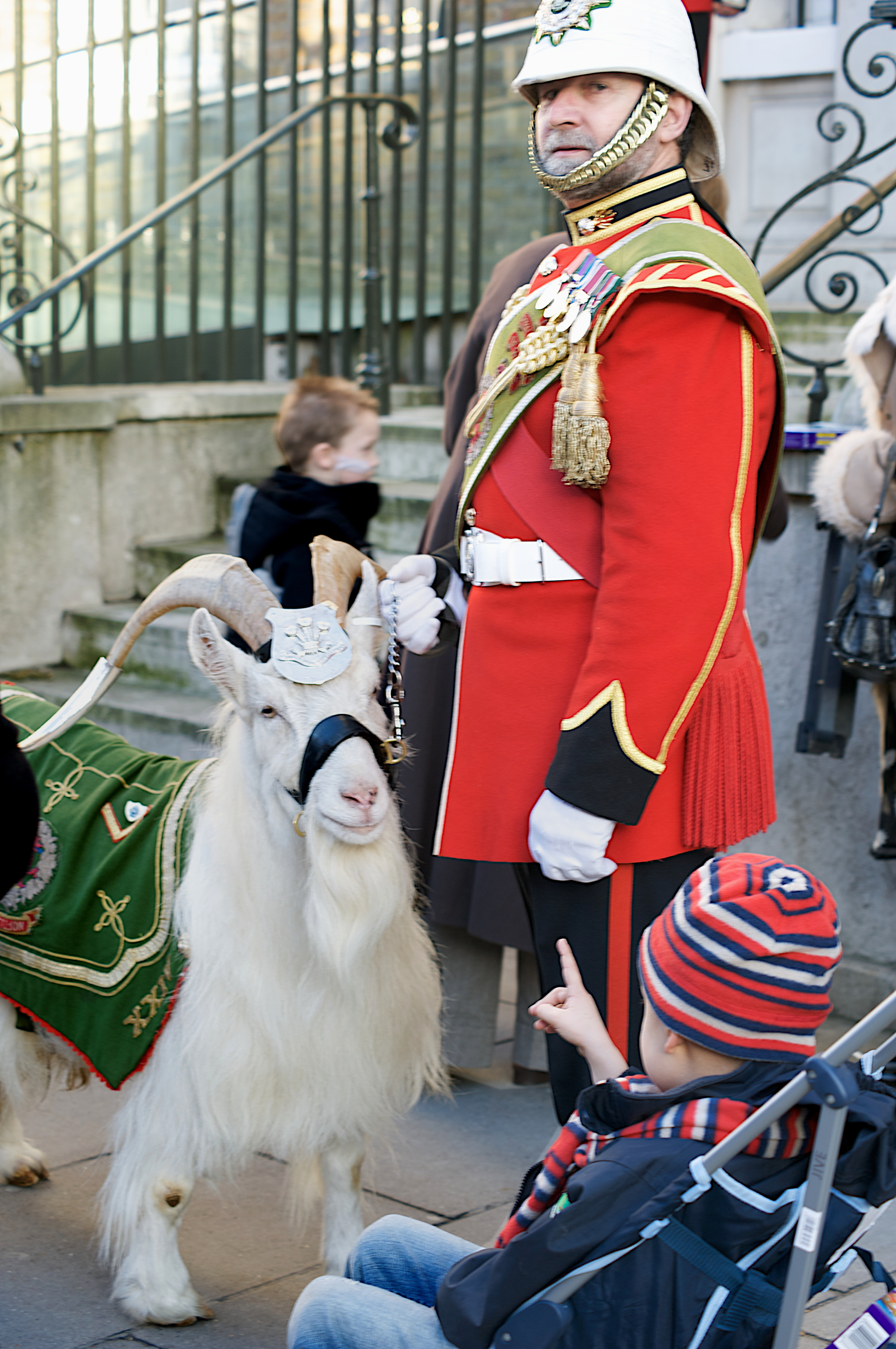
William Windsor I. mit Goat Major

William Windsor I., genannt Billy, war ein Kaschmirziegenbock, der als Lance Corporal im 1. Bataillon der Royal Welsh, einem Infanteriebataillon der britischen Armee, diente. Im Jahr 2006 wurde er für drei Monate zum Füsilier degradiert, nachdem er sich während der Feierlichkeiten zum offiziellen Geburtstag der Königin unangemessen verhalten hatte. Im Mai 2009 zog er in den Zoo von Whipsnade um. Sein Nachfolger wurde als William Windsor II. bekannt.

## Geschichte

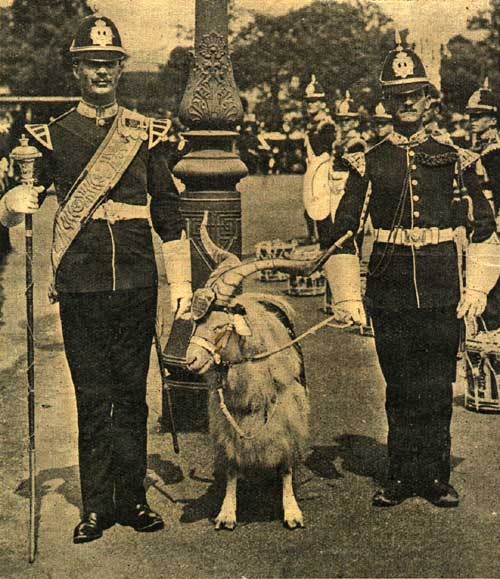
Taffy IV. vom 2. Bataillon des Waliser Regiments (um 1915)

Die Tradition des Einsatzes von Ziegen in der Armee geht auf das Jahr 1775 zurück, als eine wilde Ziege während des amerikanischen Unabhängigkeitskrieges auf das Schlachtfeld von Boston lief und die Farben des walisischen 23rd Regiment of Foot in der Schlacht von Bunker Hill trug. Eine weitere walisische Militärziege, Taffy IV, diente im Ersten Weltkrieg. Taffy vom 2. Bataillon des Regiments wurde offiziell „The Regimental Goat“ genannt. Sie trat am 13. August 1914 in den Krieg ein und nahm am Rückzug von Mons, an der ersten Schlacht von Ypern, einschließlich der Schlacht von Gheluvelt, und an den Schlachten von Festubert und Givenchy teil, bevor sie am 20. Januar 1915 starb. Sie wurde posthum mit dem Stern von 1914, der British War Medal und der Siegesmedaille ausgezeichnet. Auch in anderen Armeen wurden Ziegen als Maskottchen gehalten. In der kanadischen Armee etwa diente die Ziege Billy bei verschiedenen Einsätzen im Ersten Weltkrieg und wurde mit der General Service Medal und der Victory Medal ausgezeichnet.
Die königliche Ziegenherde stammte ursprünglich von Mohammad Schah Kadschar, Schah von Persien von 1834 bis 1848, der sie Königin Victoria 1837 anlässlich ihrer Thronbesteigung schenkte. Die Herde weidete auf dem Great Orme in Llandudno, einer Kalksteinspitze an der Nordküste von Wales, und erreichte 2001 einen Bestand von 250 Tieren, denen das Futter auszugehen drohte. Nach Beschwerden über Ziegen, die in die Gärten eindrangen, lehnte der Stadtrat Vorschläge zur Tötung ab und entschied sich für eine Kombination aus Umsiedlung und Geburtenkontrolle. Schützen der Royal Society for the Prevention of Cruelty to Animals betäubten die Zicklein und setzten ihnen empfängnisverhütende Progesteronimplantate ein, um die Zahl dieser genetisch einzigartigen Rasse zu kontrollieren. Bis 2007 wurden 85 Ziegen in Gebiete wie Kent, Yorkshire, Brecon Beacons und Somerset umgesiedelt, doch wurden die weiteren Bemühungen durch einen Ausbruch der Maul- und Klauenseuche unterbrochen.

## William Windsor I.

### Herkunft
William Windsor I. stammt von der gleichen Blutlinie ab wie die ursprüngliche Herde, wurde aber nicht aus der Wildpopulation ausgewählt, sondern im Whipsnade Zoo geboren. Am 23. September 2001 kam er zur Welt und wurde von Königin Elisabeth II. dem Regiment geschenkt; seinen Dienst trat er am 21. Februar 2002 an. Seit 1844 schenkt die britische Monarchie den Royal Welsh Fusiliers in ununterbrochener Folge Kaschmirziegen aus der eigenen königlichen Herde.

### Aufgaben
William Windsor I. mit der Armeenummer 25232301 war laut BBC „kein Maskottchen, sondern ein ranghohes Mitglied des Regiments“. Seit seinem Eintritt im Jahr 2001 nahm er Aufgaben in Übersee wahr und paradierte vor Königshäusern. Seine Hauptaufgabe war es, bei allen feierlichen Aufgaben an der Spitze des Bataillons zu marschieren. Er war bei jeder Parade anwesend, an der das Regiment teilnahm. Billys ständiger Betreuer war Obergefreiter Ryan Arthur, der den Titel „Goat Major“ trug.

### Vorübergehende Degradierung
Am 16. Juni 2006 fand anlässlich des 80. Geburtstags von Königin Elisabeth II. eine Parade auf dem Stützpunkt Episkopi in der Nähe von Limassol an der Südküste der Mittelmeerinsel Zypern statt. Zu den geladenen Würdenträgern gehörten die Botschafter Spaniens, der Niederlande und Schwedens sowie der argentinische Kommandeur der UNO-Truppen auf Zypern. Der Einsatz auf Zypern mit dem 1. Bataillon war William Windsor I. erster Auslandseinsatz, und obwohl ihm befohlen wurde, in der Reihe zu bleiben, verweigerte er den Gehorsam. Er blieb nicht im Gleichschritt und versuchte einem Trommler einen Kopfstoß zu versetzen. Der Goat Major konnte ihn nicht unter Kontrolle halten.
William Windsor I. wurde wegen „inakzeptablen Verhaltens“, „mangelnden Anstands“ und „Missachtung eines direkten Befehls“ angeklagt und musste vor seinem kommandierenden Offizier, Oberstleutnant Huw James, erscheinen. Nach einer Disziplinaranhörung wurde er zum Füsilier degradiert. Eine kanadische Tierschutzorganisation protestierte bei der britischen Armee und erklärte, man habe lediglich „den Bock zum Gärtner gemacht“ und dass er wieder eingestellt werden sollte. Drei Monate später, am 20. September, erhielt William Windsor I. auf demselben Exerzierplatz während der Parade zum Alma-Tag, mit der der walisische Sieg im Krimkrieg gefeiert wird, seinen Rang zurück. Hauptmann Simon Clarke sagte: „Billy hat eine außergewöhnlich gute Leistung erbracht, er hatte den ganzen Sommer Zeit, über sein Verhalten beim Geburtstag der Königin nachzudenken und ist eindeutig wieder in den Rang aufgestiegen, den er verdient“. Billy erhielt seine Beförderung vom Oberst des Royal Welsh Regiment, Brigadier Roderick Porter. Mit der Wiedererlangung seines Ranges erhielt er auch seine Mitgliedschaft in der Korporalsmesse zurück.
William Windsor I. war nicht der erste Ziegenbock in der Armee, der Probleme hatte. Einmal wurde eine königliche Ziege „prostituiert“, indem sie vom Goat Major des Regiments einem Ziegenzüchter aus Wrexham zur Zucht angeboten wurde. Der Goat Major wurde zunächst wegen Majestätsbeleidigung angeklagt, kam aber schließlich wegen „Respektlosigkeit gegenüber einem Offizier“ vor ein Kriegsgericht und wurde degradiert. Der Goat Major behauptete, er habe dies aus Mitleid mit der Ziege getan, was das Gericht jedoch nicht beeindruckte. Eine andere königliche Füsilierziege erhielt den Spitznamen „die Rebellin“, nachdem sie einen Oberst gestoßen hatte, während er gebückt den Hosengurt seiner Uniform befestigte. Der Vorfall wurde als „schändlicher Akt der Insubordination“ bezeichnet.

### Ruhestand und Tod
Am 20. Mai 2009 wurde Billy nach acht Jahren aus Altersgründen in den Ruhestand versetzt. Billy wurde in den Whipsnade Zoo in Bedfordshire gebracht, wo er nach Aussage der Tierpfleger ein angenehmes Leben auf der Hullabazoo Farm führte. Laut Auskunft der Zoological Society of London währte dieses Leben jedoch nur noch bis Juli 2009.

## William Windsor II.
Um Billy zu ersetzen, machten sich dreißig Angehörige des 1. Bataillons am 15. Juni 2009 auf den Weg nach Great Orme in Llandudno, in der Hoffnung, die verwilderten Ziegen in einem fügsamen Zustand zu erwischen. Zu dem Team unter der Leitung von Oberstleutnant Nick Lock gehörten der Goat Major und mehrere Tierärzte. Armeesprecher Gavin O’Connor sagte: „Wir suchen eine Ziege, die unter Druck ruhig bleibt und ein Teamplayer ist.“ Bei der Auswahl einer Ersatzziege half das Bataillon, eine alternative Methode zur Geburtenkontrolle in der Herde einzuführen, da Hormonimplantate, die früher zur Geburtenkontrolle eingesetzt wurden, nicht mehr verfügbar waren.
Mit einigen Schwierigkeiten wurde eine fünf Monate alte Ziege ausgewählt und erhielt die Armeenummer 25142301, die für die Regimentsnummer 2514, 23. Regiment of Foot (der ursprüngliche Name der Royal Welsh Fusiliers), und 01 zur Bezeichnung des 1. Bataillons steht. Der neue Ziegenbock heißt ebenfalls William Windsor und begann als Füsilier, während er für das Militärleben ausgebildet wurde.